# Lugalzagesi
Lugalzagesi 
𒈗𒍠𒄀𒋛
(circa 2375-2316 a. C.) fue el rey de la ciudad mesopotámica de Umma a pocos kilómetros de Lagash, ciudad de la que era acérrima rival, entre el 2358 y 2336.
Reconocido rey conquistador, Lugalzagesi obtendría, tras una serie de exitosas campañas militares, la hegemonía política de la Baja Mesopotamia. También logró adquisiciones territoriales al norte, alcanzando y anexionándose parte del litoral mediterráneo. En la estructura política del estado que conformó se sustentaría el rey Sargón el Grande, rey de Akkad, para fundar su imperio. 

## Biografía
En el siglo XXIV a. C., Eannatum de Lagash había vencido y sometido la ciudad de Umma, esta victoria es la que se representa en la “Estela de los buitres”.

Cuando subió al trono, Lugalzagesi, organizó su ejército y venció a Urukagina descendiente de Eannatum, acabando con la hegemonía de Lagash e incluyéndola a su patrimonio, posteriormente tomó la importantísima ciudad de Kish, y tras ella cayeron Nippur, Larsa, Ur, y el resto de ciudades sumerias hasta que llegó a Uruk, donde fundó la III dinastía de Uruk (de la cual es el único exponente). Acumuló una gran cantidad de títulos a su paso por las ciudades sumerias, cómo el de "ensi de Enlil (Nippur)", "Gobernador de Utu (Ur)", "Sacerdote de Anu (Uruk"), etc.

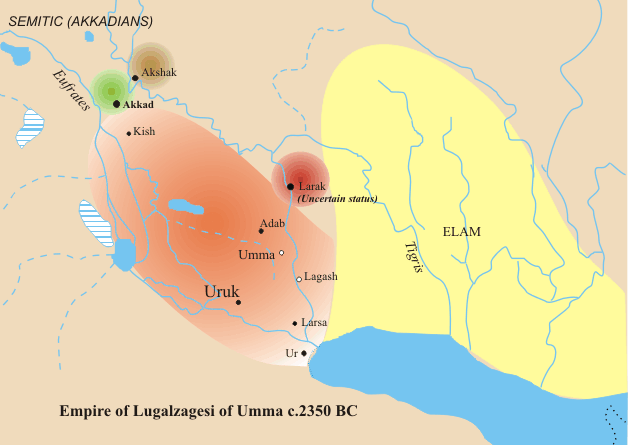
Dominios de Lugalzagesi.

Pero no conforme con sus adquisiciones se dirigió hacia el norte tomando Isin, Adab, Mari, y llegando hasta el Mediterráneo. Había reunido a toda Mesopotamia en sus manos, y por ello le tentó la idea de eliminar la tradición de las ciudades-estado sumerias e implantar el primer imperio. Pero en el país mesopotámico surgiría otro gran rey: Sargón el Grande (que al igual que él, usurpó el trono a un monarca legítimo), que le derrotaría tras 34 batallas y 3 asedios, llevándole preso hasta el templo de Enlil en Nippur, donde le ató a un poste para que todos los transeúntes le escupieran. Por lo que quedó demostrado que la capacidad militar y política del norte de la Baja Mesopotamia, era superior a la zona inferior de la misma.